# Z Otchłani Wieków
Z Otchłani Wieków – czasopismo ukazujące się od 1926 roku w Warszawie. Wydawcą jest Stowarzyszenie Naukowe Archeologów Polskich. Pismo ma na celu popularyzowanie archeologii i historii kultury materialnej. Pismo ma charakter popularnonaukowy. 